# District de Salima
Salima est un district du Malawi.

## Galerie

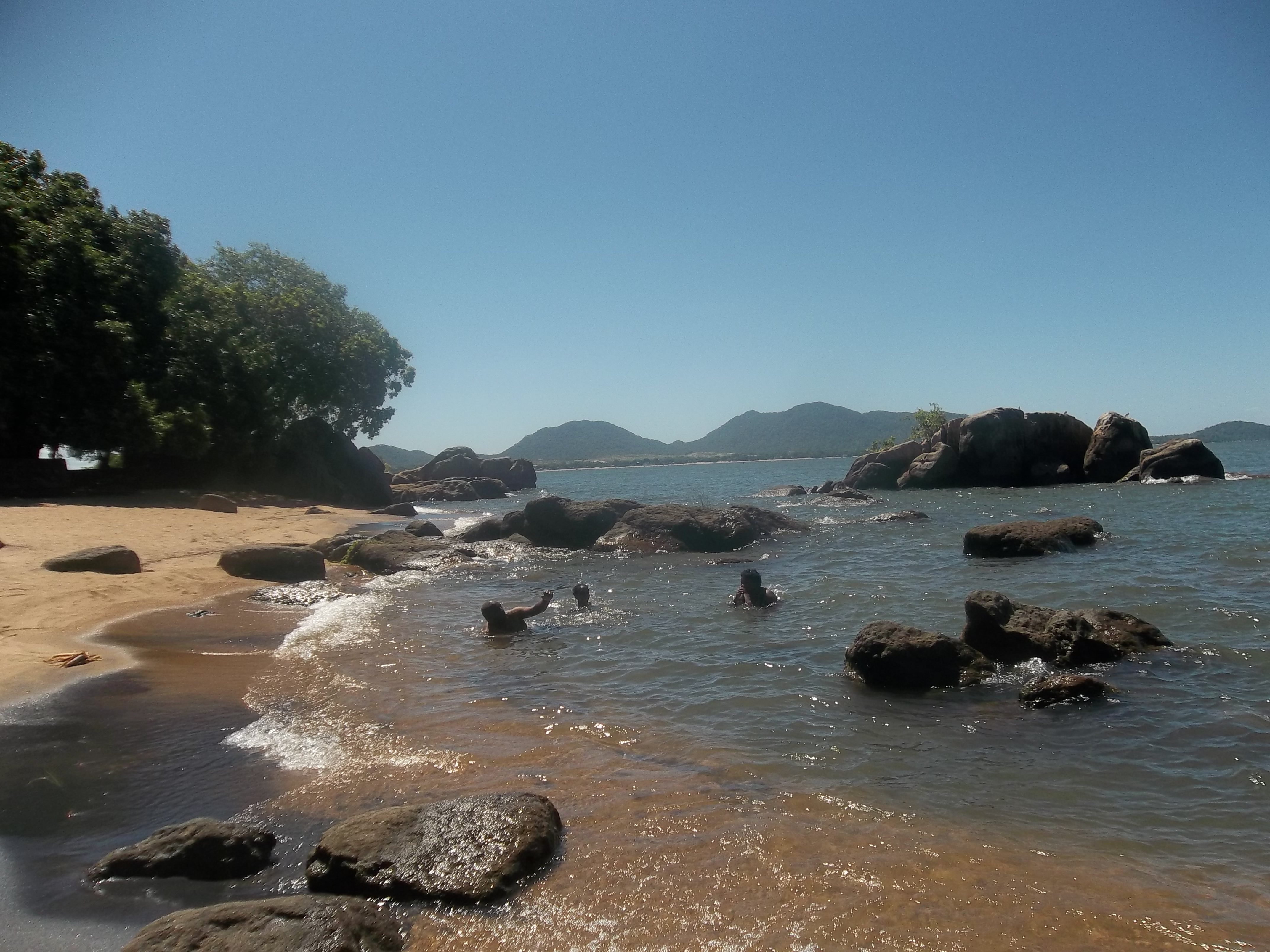
Côte rocheuse
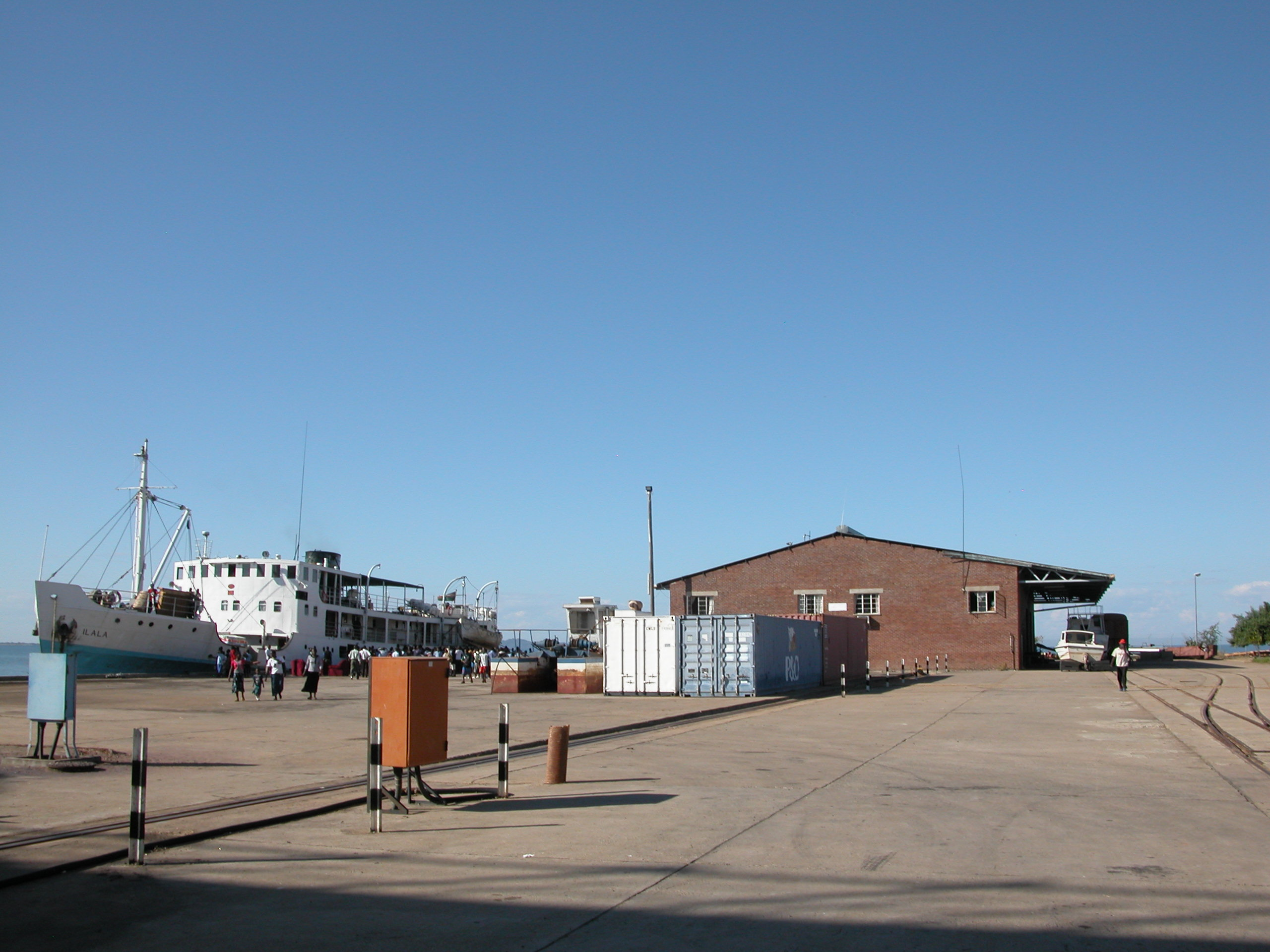
Port de Chipoka sur le lac Malawi
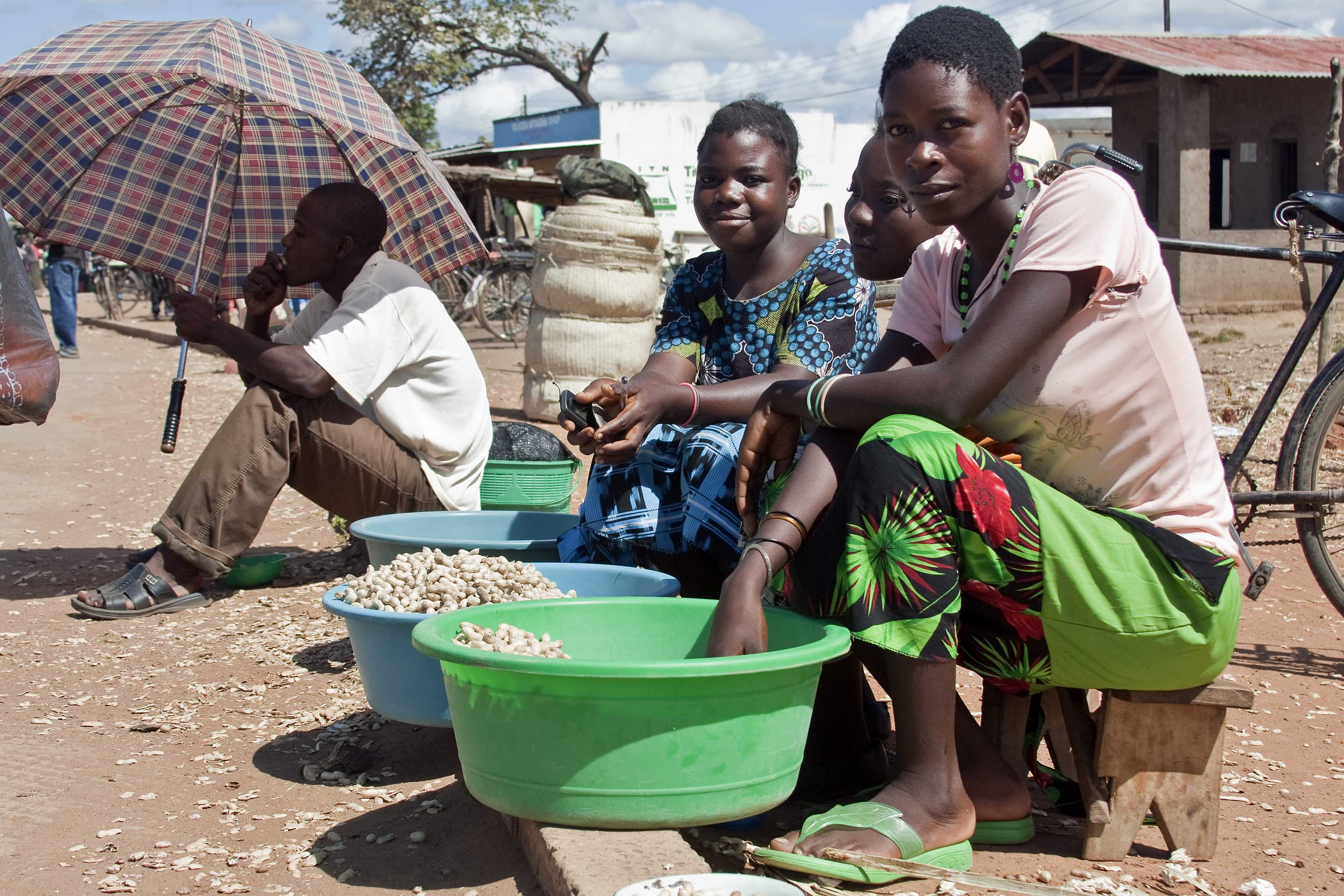
Marchandes de cacahuètes au marché de Siyasiya